# Hotel Hilton de São Paulo
O Hilton de São Paulo foi um dos mais importantes hotéis da cidade de São Paulo, instalado no edifício Ipiranga 165 desde 1971, no centro da metrópole, na Avenida Ipiranga. O hotel do centro esteve desativado desde fins de 2004. Posteriormente passou para o Tribunal de Justiça do Estado de São Paulo.
Em 2002, a companhia inaugurou um novo hotel na cidade, na região do Brooklin Novo, as margens da Marginal Pinheiros. O hotel Hilton São Paulo Morumbi possui 503 apartamentos e localiza-se no Centro Empresarial Nações Unidas.
O Hilton Morumbi tinha 19 salas de reuniões, incluindo dois ballrooms com capacidade para até 600 pessoas. Vários hóspedes ilustres como o ex-presidente norte-americano George W. Bush, a cantora norte-americana Cyndi Lauper e a banda norte-americana Evanescence já se hospedaram na propriedade.

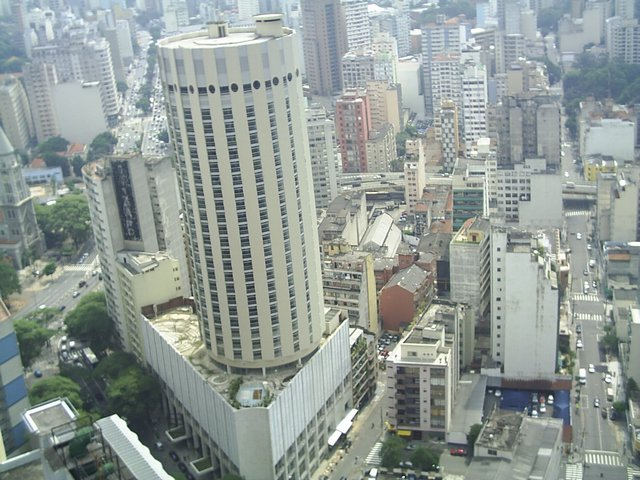
Ipiranga 165, antigo Hotel Hilton de São Paulo, atual Tribunal de Justiça do Estado de São Paulo